# Henry Heimlich
Henry Judah Heimlich (pronunciació alemanya: [haimlɪç]; 3 de febrer de 1920 - 17 de desembre de 2016) va ser un cirurgià toràcic estatunidenc àmpliament reconegut com l'inventor de la maniobra de Heimlich, una tècnica de compressions abdominals per aturar l'asfíxia, es descriu en Emergency Medicine en 1974. També va inventar el sistema d'oxigen portàtil Micro Trach per a pacients ambulatoris i el Heimlich Chest Drain Valve (vàlvula de drenatge toràcic de Heimlich), o "vàlvula d'aleteig", que drena la sang i l'aire de la cavitat pleural.